# Notochaetosoma tenax
Notochaetosoma tenax är en rundmaskart som beskrevs av Irwin-smith 1918. Notochaetosoma tenax ingår i släktet Notochaetosoma och familjen Draconematidae. Inga underarter finns listade i Catalogue of Life.